# Liste von Persönlichkeiten der Stadt Marl
Diese Liste von Persönlichkeiten der Stadt Marl umfasst die Bürgermeister, Ehrenbürger, Söhne und Töchter der Stadt sowie weitere Persönlichkeiten mit Bezug zur Stadt.

## Bürgermeister

### Gemeindevorsteher (1919–1936)
- 1919–1926: Guido Heiland, SPD
- 1926–1933: Johann Hütter, Zentrum
- 1933–1936: Heinrich Springies, NSDAP

### Bürgermeister (seit 1936)

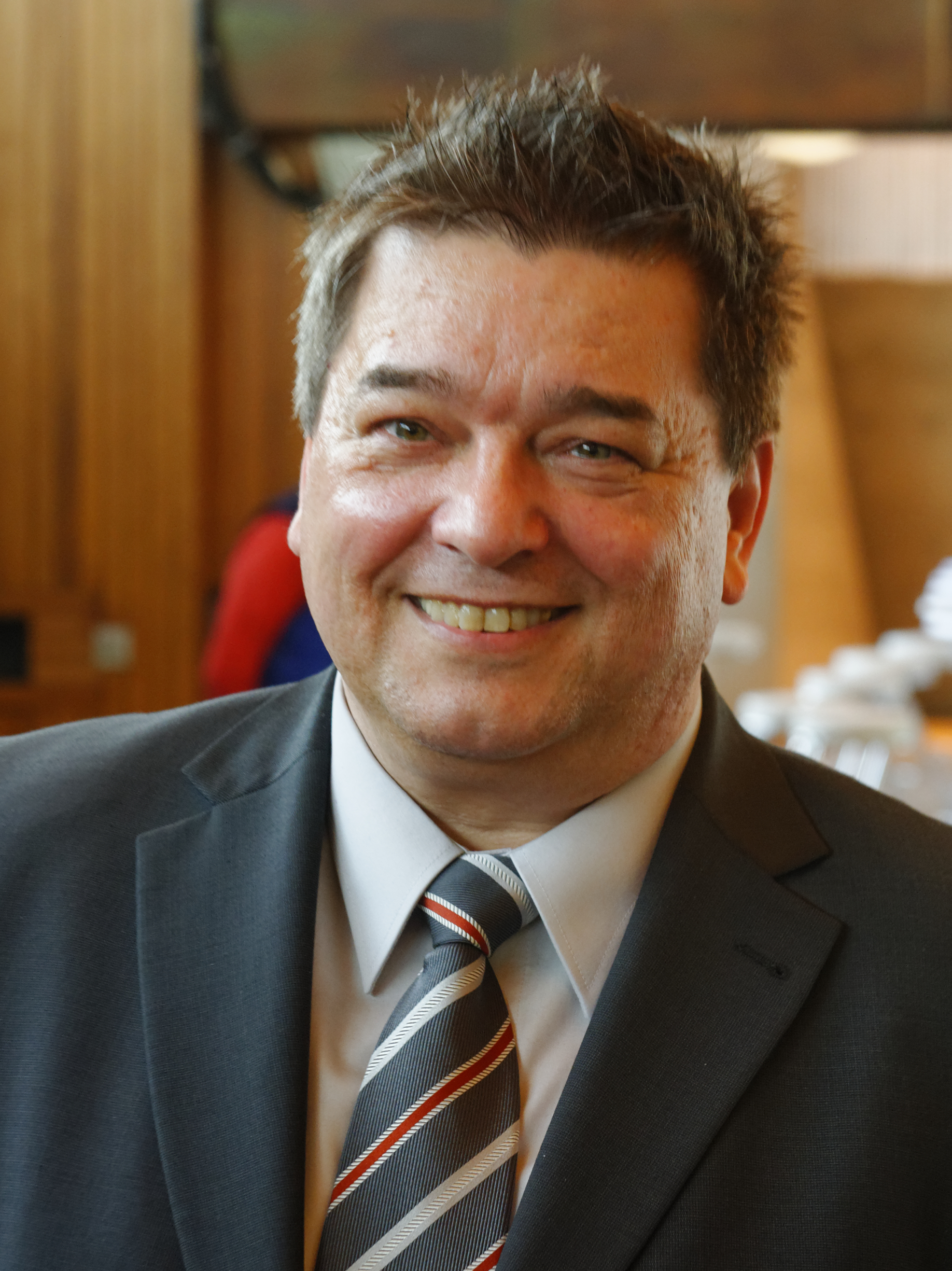
Werner Arndt (* 1960), deutscher Politiker und amtierender Bürgermeister von Marl.

- 1936–1939: Heinrich Springies, NSDAP, davor von 1933 bis 1936 Gemeindevorsteher
- 1939–1941: Paul Becker, NSDAP
- 1942–1945: Friedrich Wilhelm Willeke, bis 1933 Zentrum, danach NSDAP, ab 1945 CDU
- 1945–1946: Paul Eichmann (parteiloser Geschäftsmann aus Marl-Hüls, wurde von der amerikanischen und britischen Militärregierung zum Oberbürgermeister der Stadt Marl ernannt),
- 1946–1965: Rudolf-Ernst Heiland, SPD
- 1965–1974: Ernst Immel, SPD
- 1975–1984: Günther Eckerland, SPD
- 1984–1995: Lothar Hentschel, SPD
- 1995–1999: Ortlieb Fliedner, SPD
- 1999–2009: Uta Heinrich, CDU, seit 2004 parteilos
- 2009–Heute: Werner Arndt, SPD

## Ehrenbürger

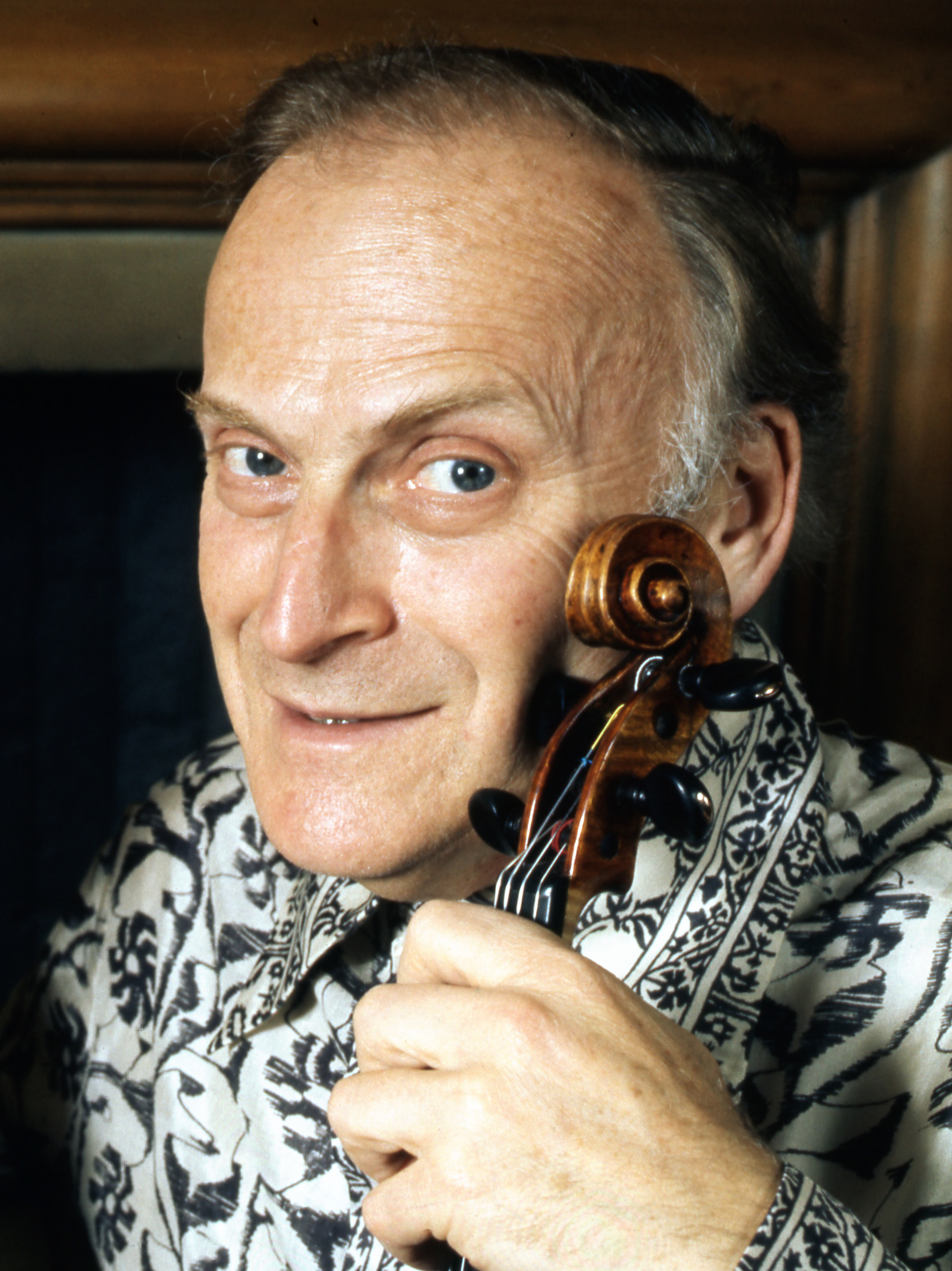
Yehudi Menuhin (1916–1999), amerikanischer Geiger, Bratschist, Dirigent und Unterstützter der Philharmonia Hungarica

Personen, die sich durch ihr Wirken um die Stadt Marl verdient gemacht haben, werden vom Stadtrat mit der Stadtplakette geehrt, der höchsten Auszeichnung, die in Marl verliehen wird.
- Paul Baumann (1897–1967), Vorstandsvorsitzender der Chemischen Werke Hüls
- Martin Ludwig (* 1908), Chefarzt in der Paracelsus-Klinik Marl
- Helmut Seume (1906–1991), Vorstandsvorsitzender der Zeche Auguste Victoria
- Ernst Immel (1910–1978), Bürgermeister
- Bert Donnepp (1914–1995), Leiter der Marler Volkshochschule
- Günther Eckerland (1919–1998), Bürgermeister und Bundestagsabgeordneter
- Heinrich Bücker (* 1936), Pastor und Dechant
- Franz Emschermann (1919–2008), Bürgermeister von Polsum
- Josef Kind (1924–2010), Arbeitsdirektor der Zeche Auguste Victoria
- Hermann Richarz (1911–2007), Vorsitzender der IG Chemie
- Gisela Bueren (1925–2013), Ratsmitglied und Förderin zahlreicher Vereine
- Yehudi Menuhin (1916–1999), Geiger, Bratschist, Dirigent, Unterstützter der Philharmonia Hungarica
- Julie Kolb (1912–2009), langjährige Vorsitzende der Arbeiterwohlfahrt Marl
- Hans-Josef Overbeck (1930–2011), Kreislandwirt und langjähriger Vorsitzender des Aufsichtsrates der Volksbank Marl
- Hubert Schulte-Kemper (* 1946), Bankdirektor, Unternehmer und langjähriges Ratsmitglied (CDU), Förderer der Philharmonia Hungarica
- Gisela Brauckmann (1929–2018), langjähriges Ratsmitglied (SPD), stellvertretende Bürgermeisterin von 1989–1994
- Frederico Engel (1925–2019), Vorsitzender der Engel-Stiftung
- Manfred Degen (1939–2022), Diplompädagoge und langjähriger NRW-Landtagsabgeordneter
- Brigitte Kluth (* 1953), Stifterin und Förderin der Musik

## In Marl geborene Persönlichkeiten

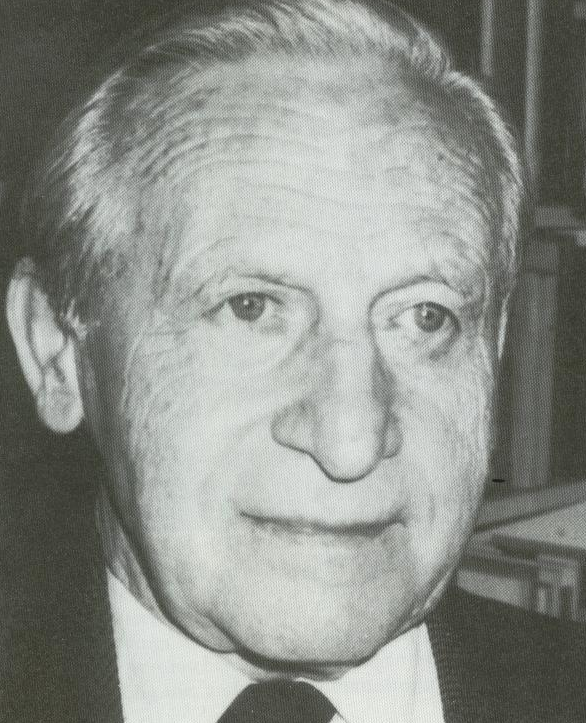
Werner Schwarze (1913–2007) war ein deutscher Chemiker und Erfinder. Er wurde in der zweiten Hälfte des 20. Jahrhunderts bekannt und gilt als „Vater des Methionins“.

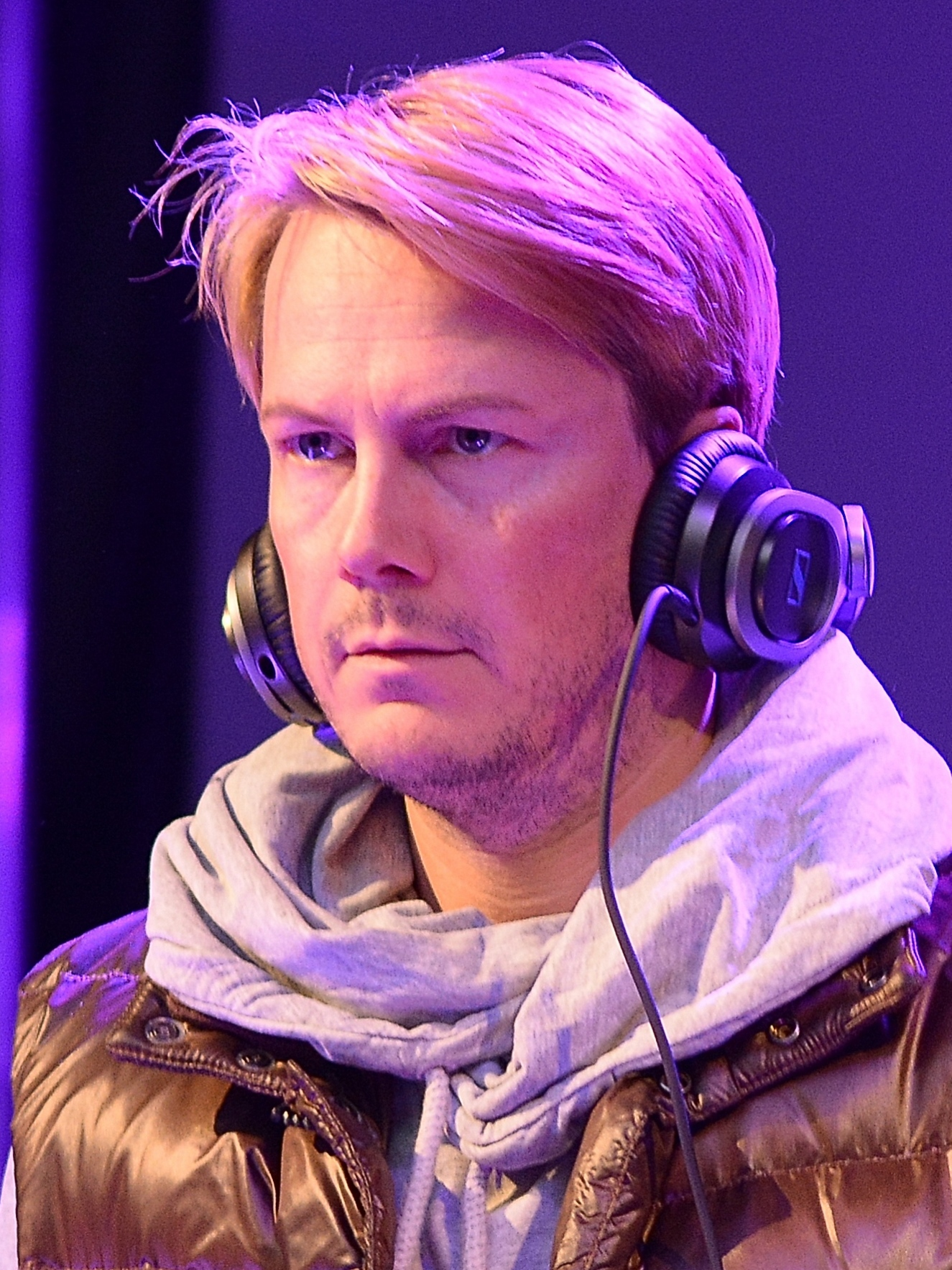
Philipp André Fuldner (* 1973) ist ein deutscher DJ und Musikproduzent.

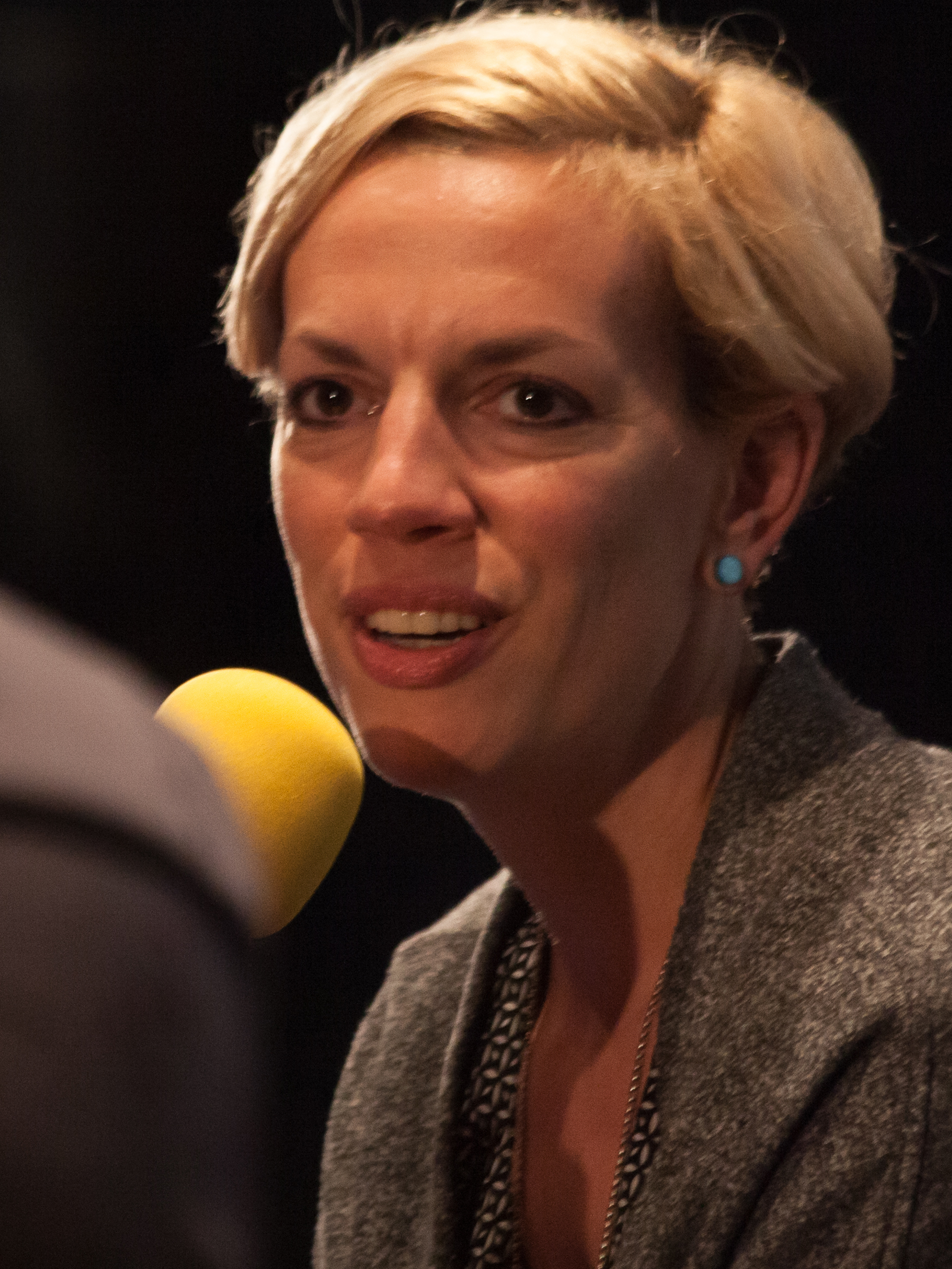
Anna Hepp (* 1977) ist eine deutsche Filmregisseurin, Fotografin und Künstlerin.

- Emil Bert Hartwig (1907–1996), Maler
- Werner Schwarze (1913–2007), Chemiker und Erfinder
- Margarete Wiggen (1923–1999), Bilderhauerin, fertigte u. a. Brunnen und Skulpturen aus Bronze
- Rolf Abrahamsohn (1925–2021), Überlebender des Holocaust und Ehrenbürger des Kreises Recklinghausen
- Willi Overdieck (1931–2018), Fußballspieler
- Wolfgang Schmitz (1934–2017), Künstler und ehemaliger Professor an der Kunsthochschule Bremen
- Reinhold Wosab (* 1938), Bundesligaspieler von Borussia Dortmund und VfL Bochum, Europapokalsieger der Pokalsieger
- Heinz van Haaren (* 1940), DFB-Fußballpokalsieger 1972 mit FC Schalke 04 und Beteiligter am Bundesligabestechungsskandal 1972
- Jürgen Mikol (* 1942), Schauspieler, u. a. als Opa Pläte in Alles Atze
- Gerhard Hunsmann (* 1943), Mediziner
- Karlheinz Küting (1944–2014), Betriebswirt und Hochschullehrer
- Gertrud Schäfer (* 1944), Deutsche Meisterin im Kugelstoßen 1966 und Olympiateilnehmerin 1968, Trainerin der Leichtathletinnen Sabine Braun und Beate Peters
- Meinhard Starostik (1949–2018), Rechtsanwalt und Richter am Verfassungsgerichtshof des Landes Berlin
- Peter Kallwitz (* 1951), Internationaler Fotograf, Redakteur, Kurzfilmer
- Hans-Georg Huber (* 1952), Business-Coach, Führungskräfte-Trainer, Prozessbegleiter und Autor
- Hans Kruppa (* 1952), Schriftsteller
- Peter Neururer (* 1955), Fußballtrainer, u. a. Trainer beim FC Schalke 04, 1. FC Köln, VfL Bochum und bei Hannover 96
- Michael Groß (* 1956), Politiker (SPD), MdB
- Karin Kneffel (* 1957), Künstlerin
- Robert Schulte-Hemming (* 1957), Filmmusikkomponist, u. a. für die Serien Der Bergdoktor und girl friends – Freundschaft mit Herz
- Dieter Welsink (* 1957), Weltmeister (1979) und Vizeweltmeister (1981) im Kanuslalom (Zweier-Kanadier), 16-maliger Deutscher Meister
- Beate Peters (* 1959), Bronzemedaillengewinnerin bei den Leichtathletik-Weltmeisterschaften 1987 im Speerwurf
- Sönke Wortmann (* 1959), Regisseur, u. a. Das Wunder von Bern, Deutschland. Ein Sommermärchen und Die Päpstin
- Pete Barany (1960–2002), Sänger der Multicoloured Shades
- Andreas Homoki (* 1960), Chefregisseur und Intendant der Komischen Oper in Berlin
- Gabriele Katzmarek (* 1960), Bundestagsabgeordnete und Parlamentarische Geschäftsführerin der SPD-Bundestagsfraktion (2013–21)
- Bernhard Hardtung (* 1961), Jurist und Professor für Strafrecht in Rostock
- Jutta Koch-Unterseher (* 1961), Politikerin (SPD), Mitglied des Abgeordnetenhauses von Berlin
- Torsten C. Fischer (* 1963), Regisseur mehrerer Tatort-Folgen und Drehbuchautor
- Andreas Bick (* 1964), Filmkomponist, Klangkünstler und Hörspielmacher
- Barbara Meisner (* 1964), Künstlerin, Förderpreisträgerin der Stadt Düsseldorf
- Claus Fritzsche (1964–2014), Blogger und Lobbyist im Bereich der Homöopathie
- Franz-Josef Overbeck (* 1964), Bischof von Essen
- Peter Kruck (* 1965), Schriftsteller und Medienwissenschaftler
- Stephan Hollstein (* 1966), Musiker, Musikproduzent, Sänger
- Frank Sandmann (* 1966), Schauspieler, Moderator und Autor
- Oliver Wittke (* 1966), ehemaliger Minister für Bauen und Verkehr des Landes Nordrhein-Westfalen
- Karsten Braasch (* 1967), Tennisspieler, Mitglied des deutschen Daviscup-Teams
- Claudius Reimann (* 1969), Saxofonist, hat 1990 die Erzieherausbildung am Hans-Böckler-Berufskolleg Marl/Haltern abgeschlossen; hat Kultur-Aktionen mit Norbert Kühne realisiert
- Chris Kramer (* 1970), Bluesmusiker
- Matthias Pintscher (* 1971), Komponist und Dirigent
- Norbert Altenkamp (* 1972), Politiker (CDU), MdB
- Winfried Oelsner (* 1972), Regisseur und Schriftsteller, Grimme-Preisträger
- Kishor Sridhar (* 1972), Managementberater und Buchautor
- Phil Fuldner (* 1973), DJ und Musikproduzent
- Marco Kloss (* 1973), Schlagersänger
- Simone Sombecki (* 1973), TV-Moderatorin und Schauspielerin
- Christian Ahlmann (* 1974), Bronze-Medaillengewinner Olympia (2004) und Doppel-Europameister (2003) im Springreiten
- André Bardow (* 1974), Professor für Technische Thermodynamik an der ETH Zürich
- Mathias Schober (* 1976), Torwart des FC Schalke 04
- Stephan A. Tölle (* 1976), Theater- und Fernsehschauspieler, u. a. in der Fernsehserie Nord bei Nordwest
- Anna Hepp (* 1977), Filmemacherin und Fotografin
- Marc Andre Matten (* 1978), Sinologe
- Serap Güler (* 1980), Mitglied des CDU-Bundesvorstandes, Staatssekretärin, ehem. MdL NRW
- Christian Wetklo (* 1980), Torwart (1. FSV Mainz 05, FC Schalke 04)
- Hendrik Heutmann (* 1982), Schauspieler, u. a. Babylon Berlin und The Team
- Oliver Müller (* 1983), Science-Fiction-Autor und Kommunalpolitiker
- Tim Hoogland (* 1985), Fußballspieler (1. FSV Mainz 05, FC Schalke 04, VfL Bochum)
- Polat Keser (* 1985), deutsch-türkischer Fußballtorwart
- Henrik Weßel (* 1985), Volleyball- und Beachvolleyballspieler
- Philipp Pöter (* 1986), Handballspieler
- Mona Ameziane (* 1994), Radio- und Fernsehmoderatorin und Autorin
- Christian Valentin Brunn (* 1994), erfolgreicher Produzent und DJ von elektronischer Musik unter dem Alias Virtual Riot, mittlerweile wohnhaft in Los Angeles, USA
- Noah Korczowski (* 1994), Fußballspieler
- Oğuzhan Aydoğan (* 1997), deutsch-türkischer Fußballspieler
- Heinz Rudloff (* 1949) Fußballspieler - TSV Marl-Hüls, SpVgg Marl, SC Hassel, SG Wattenscheid SW Essen, DJK Gütersloh, Chio Waldhof Mannheim, FK Pirmasens - 114 Spiele 2. Bundesliga - 45 Tore

## Bekannte Einwohner und mit Marl verbundene Persönlichkeiten
- Ingo Anderbrügge (* 1964), Fußball-UEFA-Pokal-Sieger 1997, Betreiber einer Fußballschule in Marl
- Heinrich Breloer (* 1942), Filmregisseur, Grimme-Preisträger (Die Manns – Ein Jahrhundertroman, Speer und Er)
- Yul Brynner (1920–1985), Filmschauspieler, UNO-Vertreter (UNESCO), 3. Januar 1960, Begleitung des neuen Baus einer Siedlung für ungarische Mitbürger und Angehörige der „Philharmonia Hungarica“, 74 WE an der Brüderstraße.
- DJ Moguai (bürgerlich Andre Tegeler; * 1973), DJ und Moderator bei MTV, VIVA und 1LIVE
- Bert Donnepp (1914–1995), Pädagoge und Publizist, Gründer des Grimme-Instituts in Marl
- Rudi Gutendorf (1926–2019), Fußballbundesligatrainer und mehrfacher Nationaltrainer, Trainer beim TSV-Marl-Hüls (1962/63)
- Ulrich Hänel (* 1957), ehemaliger Feldhockey-Nationalspieler, zweifacher olympischer Silbermedaillengewinner, lernte in Marl das Hockeyspielen
- Maria Jacobi (1906–1994), Bundestagsabgeordnete von 1961 bis 1972 und Vorsitzende des Petitionsausschusses
- Fritz Kaßmann (1908–1991), bis 1970 Minister in NRW, von 1952 bis 1955 Amts- und Stadtdirektor in Marl
- Hans Kröner (1909–2006), ehemaliger Vorstandsvorsitzender der Fresenius AG, zuvor bei den BUNA-Werken in Marl beschäftigt
- Norbert Kühne (* 1941), deutscher Schriftsteller, lebt seit 1973 in Marl und veröffentlicht unter anderem unter dem Pseudonym Ossip Ottersleben
- Günther Marschall (1913–1997), Architekt und Erbauer der neuen Stadtmitte Marls und anderer öffentlicher Gebäude in der Stadt
- Jürgen Möllemann (1945–2003), Bundesminister und Vizekanzler, langjähriges aktives Mitglied des Vereins für Fallschirmsport Marl
- Hermann Moog (1901–1974), Maler, gründete 1950 in Marl die erste Kinder-Malschule Deutschlands (Malschule „Insel“).
- Herman Prigann (1942–2008), deutscher Umwelt- und Landschaftskünstler, erstellte das Landschaftskunst-Projekt „Wasserstände“ im Stadtteil Sickingmühle
- Ernst Oldenburg (1914–1992), deutscher Maler und Bildhauer des Expressionismus, hatte 1954 ein Atelier in Marl.
- Hartmut Riemenschneider (* 1958), Präsident des Bundes Evangelisch-Freikirchlicher Gemeinden; seit 1998 Baptistenpastor an der Marler Friedenskirche
- Andi Rogenhagen (* 1965), Filmregisseur und Drehbuchautor
- Wolfgang Sauer (1928–2015), blinder Schlagersänger, moderierte ab 2007 den Patientenfunk der Paracelsus-Klinik
- Hans Scharoun (1893–1972), Architekt und Erbauer der Scharoun-Schule
- Walter Schlempp (1905–1979), Architekt und Erbauer der Paracelsus-Klinik Marl
- Artur Schmidt (* 1985), Deutscher Meister im Boxen 2006 und Militärweltmeister 2006, boxt für den VfB Hüls
- Walther Sethe (1930–2012), Stadtdirektor von Marl 1982 bis 1990; zuvor seit 1964 u. a. als Rechtsamtsleiter, Kulturdezernent und Kämmerer in Marl tätig
- Herbert Somplatzki (* 1934), Schriftsteller, arbeitete elf Jahre auf der Zeche Auguste Victoria
- Dagmar Spengler (* 1974), Solocellistin der Staatskapelle Weimar, Schülerin der Marler Musikschule
- Emil Steffan (1899–1968), Kirchenarchitekt und Erbauer der Marler Kirche St. Konrad
- Paul Stein (1874–1956), langjähriger Generaldirektor der Zeche Auguste Victoria und Finanzier der NSDAP und federführend im Verwaltungsrat der I.G. Farben
- Hans-Christian Ströbele (1939–2022), Rechtsanwalt und Bundestagsabgeordneter von Bündnis 90/Die Grünen; lebte bis zum Studium in Marl
- Heinrich Tenhumberg (1915–1979), Bischof von Münster und zuvor Industrieseelsorger in Marl
- Lisa Thomsen (* 1985), Volleyball-Nationalspielerin und Deutsche Volleyballmeisterin 2011, begann ihre Karriere beim VC Marl
- Hans Tietmeyer (1931–2016), von 1993 bis 1999 Präsident der Deutschen Bundesbank, arbeitete 1954 auf der Zeche Auguste Victoria
- Leni Timmermann (1901–1992), Pianistin, Klavierpädagogin, Chorleiterin, Gesangspädagogin, Komponistin und Autorin; in Marl-Hüls aufgewachsen
- Werner Weinhold (1949–2024), NVA-Soldat, Deserteur und deutschlandweit bekannt gewordener Straftäter
- Dennis Wolf (* 1978), seit 1992 wohnhaft in Marl, Bodybuilder